# Dos peniques
Dos peniques o 2p se refiere a una de las monedas utilizadas en Reino Unido así como en sus Dependencias Reales y en el Territorio Británico de Ultramar. Equivale a 0,02 £. Tiene un diámetro de 25,9 mm, un grosor de 2,03 mm y un peso de 7,12 g. Su borde es liso. La composición actual de la moneda es de acero chapado de cobre, hasta septiembre de 1992 era de Bronce (97% de cobre, 2,5% de zinc, 0,5% de estaño).

## Historia
En el Reino Unido la moneda de dos peniques (2p) fue introducida el 15 de febrero de 1971 cuando el Reino Unido adoptó un nuevo sistema monetario decimal. Las otras dos nuevas monedas eran las de medio penique (1/2p) y un penique (1p).
Para evitar la confusión entre la vieja y la nueva moneda, las tres monedas tenían la palabra "NEW" incorporado en el diseño del reverso. Esto se retiró más tarde en 1982.
Las monedas de acero chapado de cobre, fueron introducidas en 1992. La razón de este cambio fue el aumento en el precio de los metales en los mercados mundiales. Las monedas tienen un núcleo de acero templado y se recubren de cobre, en consecuencia, son magnéticas.
La moneda de dos peniques (2p) es moneda de curso legal para cantidades de hasta veinte peniques (20p).